# Sakura taisen 2 - Kimi, shinitamō koto nakare
Sakura taisen 2 - Kimi, shinitamō koto nakare (サクラ大戦2 〜君、死にたもうことなかれ〜?) è un videogioco originariamente pubblicato per Sega Saturn nel 1998 sviluppato e pubblicato dalla SEGA e licenziato dalla Red Entertainment. Questo titolo è il secondo capitolo della serie di Sakura Wars.
Il sottotitolo Kimi, shinitamō koto nakare (traducibile grossomodo come "Per favore, non morire") è un riferimento al titolo di un poema di Yosano Akiko. Tale poema racconta dei sentimenti dell'autrice nel momento che suo fratello lasciava la propria casa per combattere durante la guerra russo giapponese.
Il gioco è stato in seguito convertito per Sega Dreamcast, Microsoft Windows, PlayStation 2, PlayStation Portable.
In seguito questo videogioco è stato inserito nelle raccolte Sakura taisen complete box, Sakura taisen 1&2, e Sakura taisen premium edition.
Sakura taisen 2 ha venduto l'impressionante cifra di 500,000 copie nel primo mese di pubblicazione.

## Collegamenti
- Sito ufficiale in giapponese, su sakura-taisen.com.